# Zoonavena grandidieri
Zoonavena grandidieri là một loài chim trong họ Apodidae.